# Minino (rejon wiengierowski)
Minino (ros. Минино) – wieś (sieło) w Rosji, w obwodzie nowosybirskim, w rejonie wiengierowskim. W 2010 liczyła 392 mieszkańców.